# ويليام لوي (عسكري)
ويليام لوي (بالإنجليزية: William Lowe)‏ هو عسكري جنوب أفريقي، ولد في 20 أكتوبر 1861 في North-Western Provinces ‏، وتوفي في 7 فبراير 1944 في لندن في المملكة المتحدة.